# العلاقات الألمانية اللوكسمبورغية
العلاقات الألمانية اللوكسمبورغية هي العلاقات الثنائية التي تجمع بين ألمانيا ولوكسمبورغ.

## مقارنة بين البلدين
هذه مقارنة عامة ومرجعية للدولتين:
| وجه المقارنة                                              | ألمانيا                                                                              | لوكسمبورغ                                                     |
| --------------------------------------------------------- | ------------------------------------------------------------------------------------ | ------------------------------------------------------------- |
| المساحة (كم2)                                             | 357.41 ألف                                                                           | 2.59 ألف                                                      |
| عدد السكان (نسمة)                                         | 81.29 مليون                                                                          | 599.45 ألف                                                    |
| الكثافة السكانية (ن./كم²)                                 | 227.44                                                                               | 231.45                                                        |
| العاصمة                                                   | بون، برلين                                                                           | لوكسمبورغ                                                     |
| اللغة الرسمية                                             | اللغة الألمانية                                                                      | اللغة اللوكسمبورغية، لغة فرنسية، اللغة الألمانية              |
| العملة                                                    | يورو، مارك ألماني                                                                    | يورو، فرنك لوكسمبورغ                                          |
| الناتج المحلي الإجمالي (بليون دولار)                      | 3.68 تريليون                                                                         | 62.40 مليار                                                   |
| الناتج المحلي الإجمالي (تعادل القوة الشرائية) بليون دولار | 3.92 تريليون                                                                         | 58.13 مليار                                                   |
| الناتج المحلي الإجمالي الاسمي للفرد دولار أمريكي          | 41.31 ألف                                                                            | 101.45 ألف                                                    |
| الناتج المحلي الإجمالي للفرد دولار أمريكي                 | 46.40 ألف                                                                            | 101.93 ألف                                                    |
| مؤشر التنمية البشرية                                      | 0.926                                                                                | 0.892                                                         |
| رمز المكالمات الدولي                                      | +49                                                                                  | +352                                                          |
| رمز الإنترنت                                              | .de                                                                                  | .lu                                                           |
| المنطقة الزمنية                                           | توقيت وسط أوروبا، ت ع م+01:00، ت ع م+02:00، توقيت أوروبا الوسطى المعياري (ت غ م +1) ‏ | توقيت وسط أوروبا، ت ع م+01:00، ت ع م+02:00، أوروبا/لوكسمبورج ‏ |

## مدن متوأمة
في ما يلي قائمة باتفاقيات التوأمة بين مدن ألمانية ولوكسمبورغية:
- ترتبط بورشايد مع Bourscheid, Luxembourg [الإنجليزية]‏ باتفاقية توأمة.
- ترتبط باد هومبورغ (فور در هوهه) مع Mondorf-les-Bains [الإنجليزية]‏ باتفاقية توأمة.
- ترتبط فايلبورغ مع كولمار بيرغ باتفاقية توأمة.
- ترتبط نويشتات إن زاكسن مع Kehlen [الإنجليزية]‏ باتفاقية توأمة.
- ترتبط لاونبورغ مع دوديلانج باتفاقية توأمة.
- ترتبط آلن مع ديفردانج باتفاقية توأمة.
- ترتبط باد كوتستينغ مع Niederanven [الإنجليزية]‏ باتفاقية توأمة.
- ترتبط Schmitshausen [الإنجليزية]‏ مع Walferdange [الإنجليزية]‏ باتفاقية توأمة.
- ترتبط بيتبورغ مع ديكيرش باتفاقية توأمة.
- ترتبط أوفنباخ أم ماين مع إيش سوغ ألزيت باتفاقية توأمة منذ 1978.
- ترتبط كولونيا مع إيش سوغ ألزيت باتفاقية توأمة منذ 29 مايو 1963.

## منظمات دولية مشتركة
يشترك البلدان في عضوية مجموعة من المنظمات الدولية، منها:
| علم المنظمة | اسم المنظمة                               | تاريخ انضمام ألمانيا | تاريخ انضمام لوكسمبورغ |
| ----------- | ----------------------------------------- | -------------------- | ---------------------- |
|             | مؤسسة التمويل الدولية                     | 20 يوليو 1956        | 4 أكتوبر 1956          |
|             | European Air Transport Command ‏           | 1 يوليو 2010         | ?                      |
|             | يونسكو                                    | 11 يوليو 1951        | 27 أكتوبر 1947         |
|             | مجموعة أستراليا                           | 1985                 | 1985                   |
|             | اتحاد المدفوعات الأوروبي ‏                 | ?                    | ?                      |
|             | مركز تنسيق الحركة في أوروبا ‏              | ?                    | ?                      |
|             | مجموعة الموردين النوويين                  | ?                    | ?                      |
|             | الوكالة الدولية للطاقة                    | ?                    | ?                      |
|             | مؤسسة التنمية الدولية                     | 24 سبتمبر 1960       | 4 يونيو 1964           |
|             | منظمة التعاون الاقتصادي والتنمية          | 27 سبتمبر 1961       | ?                      |
|             | المركز الدولي لتسوية المنازعات الاستشارية | 18 مايو 1969         | 29 أغسطس 1970          |
|             | وكالة ضمان الاستثمار متعدد الأطراف        | 12 أبريل 1988        | 29 أغسطس 1991          |
|             | منظمة حظر الأسلحة الكيميائية              | 29 أبريل 1997        | ?                      |
|             | المنظمة الأوروبية لسلامة الملاحة الجوية   | 1960                 | 1960                   |
|             | البنك الإفريقي للتنمية                    | ?                    | ?                      |
|             | الأمم المتحدة                             | 18 سبتمبر 1973       | 24 أكتوبر 1945         |
|             | الاتحاد الدولي للاتصالات                  | 1866                 | 2 مارس 1866            |
|             | منظمة الشرطة الجنائية الدولية             | ?                    | ?                      |
|             | البنك الدولي للإنشاء والتعمير             | 14 أغسطس 1952        | 27 ديسمبر 1945         |
|             | منظمة الأمن والتعاون في أوروبا            | 25 يونيو 1973        | 25 يونيو 1973          |
|             | وكالة الفضاء الأوروبية                    | 31 مايو 1977         | ?                      |
|             | الاتحاد البريدي العالمي                   | 1 يوليو 1875         | ?                      |
|             | حلف شمال الأطلسي                          | 9 مايو 1955          | 4 أبريل 1949           |
|             | منظمة التجارة العالمية                    | ?                    | ?                      |
|             | الفريق المعني برصد الأرض                  | ?                    | ?                      |
|             | بنك التنمية الآسيوي                       | 1966                 | 2003                   |
|             | نظام تحكم تكنولوجيا القذائف               | 1987                 | 1990                   |
|             | مجلس أوروبا                               | 13 يوليو 1950        | ?                      |
|             | الاتحاد الأوروبي                          | 25 مارس 1957         | 25 مارس 1957           |
|             | اتفاقية السماوات المفتوحة                 | ?                    | ?                      |

## أعلام
هذه قائمة لبعض الشخصيات التي تربطها علاقات بالبلدين:
- تشارلوت، دوقة لوكسمبورغ الكبرى (23 يناير 1896[53][54] – 9 يوليو 1985[53][54])
- فنتسل الرابع ملك بوهيميا (26 فبراير 1361[55][56] – 16 أغسطس 1419[55][56])
- فيكي كريبس (ممثلة لوكسمبورغية، 4 أكتوبر 1983[57][58] – )
- موريس ديفيل (لاعب كرة قدم لوكسمبورغي، 31 يوليو 1992[59] – )
- هنري السابع (12 يوليو 1275 – 24 أغسطس 1313)

## وصلات خارجية
- موقع وزارة الخارجية الألمانية
- موقع وزارة الخارجية اللوكسمبورغية